# 超人力霸王耐斯
《超人力霸王耐斯》（原題：ウルトラマンナイス，英文：Ultraman Nice）是1999年至2000年公開所公開的的奥特曼廣告短片系列。

## 概要
本作是為了宣傳促銷功能，於1999年重播《超人力霸王迪卡》電視版時，特別製播相關玩具商品之迷你節目，架構故事開始總是以夢星一家看完《迪卡》後談論和玩弄超人力霸王系列玩具，然後警報響起，原本的房屋立即轉變成高科技的基地。怪獸出現，所有的家庭成員立即穿起制服進入戰鬥。
其中「夢星銀河」在吃下一顆儲藏在左手手錶裡的巧克力後，就可以變成超人力霸王耐斯並迅速擊退怪獸。此外歷代系列中的演員黑部進和櫻井浩子也參與了此作品的演出。

## 主要角色

### GOKAZOKU隊
本作登場的防衛組織，是由夢星一家六人所組成的防禦隊，客廳本身就是指揮部，在檢測到怪獸出現的同時，從矮腳台和牆壁上就會出現數位雷達等設備 。在本作中除了GOKAZOKU隊之外，基本不會出現任何人類，除了一些逃離怪獸的居民和未來的朋友。
 夢星銀河（ゆめぼし ぎんが）
飾演者：宮坂健一
本作主角，夢星一家的重要支柱，未來和宇宙的父親，它的真實身份則是超人力霸王耐斯的人間體。現年35歲。
平時在托兒所擔任保育員，是一位具有禮貌的父親，但當怪獸出現時，他就會透過模仿手錶型的通訊器「Nice Dreamer」的變身物品，吃掉裡面的巧克力球（稱為秘密巧克力）變身為耐斯。此外則擔任Hexajet1號的駕駛員，在劇中的對話顯示，他似乎相當嚮往超人力霸王迪卡。
 夢星語（ゆめぼし かたる）
飾演者：黒部進
銀河的父親，未來和宇宙的祖父。擔任GOKAZOKU隊的隊長。60歲。負責擔任Hexajet6號機的駕駛。
 夢星菊 （ゆめぼし キク）
飾演者：櫻井浩子
銀河的母親，未來和宇宙的祖母。54歲。負責擔任Hexajet5號機的駕駛。
 夢星秋實 （ゆめぼし アキミ）
飾演者：矢代朝子
銀河的妻子，未來和宇宙的母親。33歲。負責擔任Hexajet4號機的駕駛。
 夢星宇宙 （ゆめぼし コスモ）
飾演者：石田比奈子
銀河和秋實的女兒，10歲。負責擔任Hexajet2號機的駕駛。
 夢星未来 （ゆめぼし みらい）
飾演者：津本恵輔
銀河和秋實的兒子，7歲。負責擔任Hexajet3號機的駕駛。
非常喜歡超人力霸王，並收集了許多玩具和相關商品。

## 本作登場的超人力霸王

### 超人力霸王耐斯
本作登場的超人力霸王戰士，是從距地球很遠的TOY1號星為保護地球不受到怪獸的破壞而來的英雄。
- 變身者：夢星銀河
- 身高：39公尺
- 体重：39000噸
- 年龄：1萬390歲[4]

耐斯的外觀設計是由角色設計師丸山浩所設計，面部部分是採取超人力霸王迪卡的設計而改良，全身採取不對稱花紋，尤其是彩色計時器並不在前胸的正中央，背後的紅色花紋也設計出一個「N」的形狀（對應他的名字）。在廣告中，他經常習慣擺出右手拇指翹在胸前並喊出「NICE！」的動作。在他戰鬥的時候，他也會反覆地說“NA！”，此外他戰鬥的標誌動作是右手向上左手向下連成對角線舒展開來。

#### 變身器
- 耐斯手錶（ナイスドリーマー）

能使夢星變成耐斯的變身器，在手錶中則置放著多顆巧克力。
當夢星食用了納伊斯手錶中的巧克力之後，夢星的身體就會發生改變，變身成超人力霸王耐斯。

#### 在其他作品的登場
《新世紀超人力霸王傳說》（2002年）
《新世紀2003超人力霸王傳說  THE KING'S JUBILEE》（2003年）
《超級蛋》（2013年）
- 網路劇集

《超級銀河格鬥：命運的衝突》（2022年）

## 各集標題
以下時間以當地時間（日本時間）為準

## 注解
備註
1. ↑  曾在《超人力霸王帝納》第33話飾演宇宙格鬥士古雷哥魯人。
2. ↑  在電影《超人力霸王迪卡：最終聖戰》的小冊子中，將其描述為夢之星。
3. ↑  演員黒部進過去曾在《超人力霸王》飾演主角早田進隊員。
4. ↑  演員櫻井浩子過去曾在《超人力霸王》飾演富士明子隊員。

來源
1. ↑  決定版 ウルトラ戦士必殺わざ超百科③』講談社、2001年4月20日。ISBN 4-06-304462-9。
2. ↑  FCティガ/ダイナ/ガイア 2001, p. 36, 「ウルトラマンナイス」
3. ↑  平成ウルトラビデオ全集 2002, p. 74, 「+α特別オマケ ウルトラマンナイス」
4. ↑  画報 下巻 2003, pp. 156-157, 「ウルトラマンナイス」
5. ↑  デザイン画集 2018, pp. 243-244, 「丸山浩デザイン解説 ウルトラマンナイス」
6. ↑  円谷プロ全怪獣図鑑 2013, p. 281, 「ウルトラマンナイス」
7. ↑  必殺わざ超百科③ 2001, p. 54
8. ↑  『ウルトラマンギンガS超全集』小学館〈てれびくんデラックス 愛蔵版〉、2015年2月3日、72頁。ISBN 978-4-09-105148-6。

## 外部連結
- 圓谷製作《超人力霸王系列》官方網站 （页面存档备份，存于）（日語）